# Здание вертикальной сборки

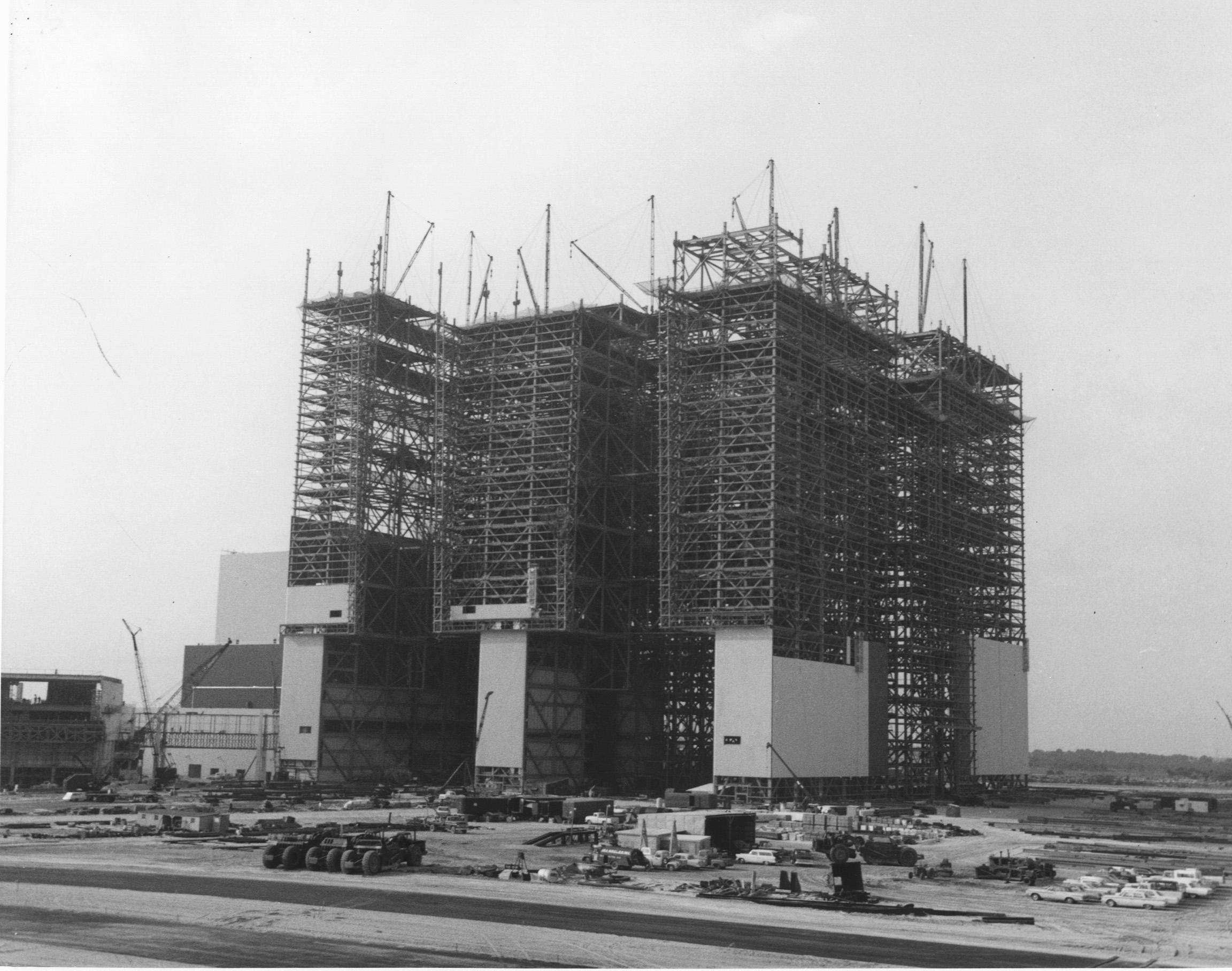
Этап строительства (1964)

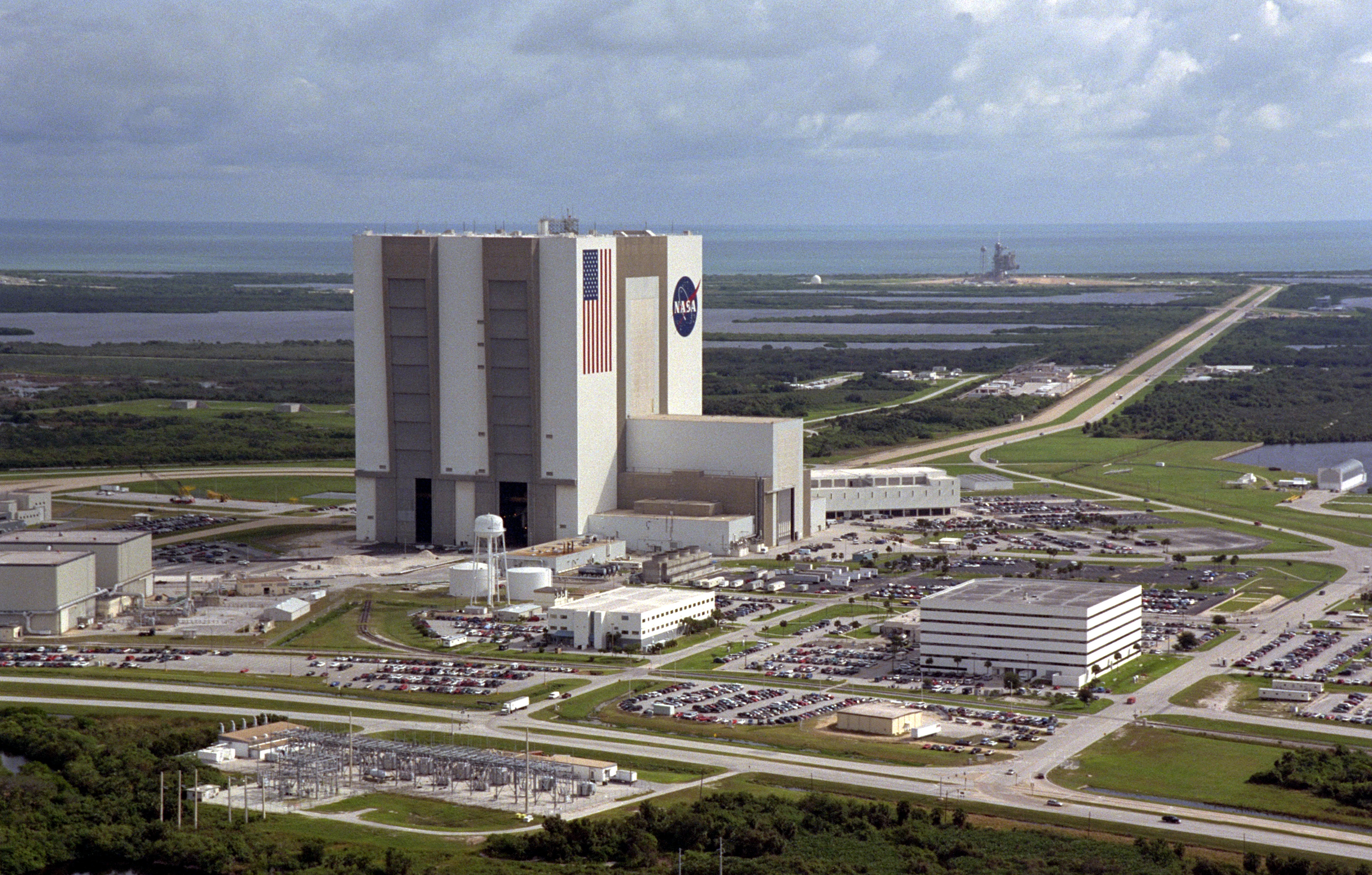
Здание вертикальной сборки. На заднем плане виден стартовый комплекс LC-39

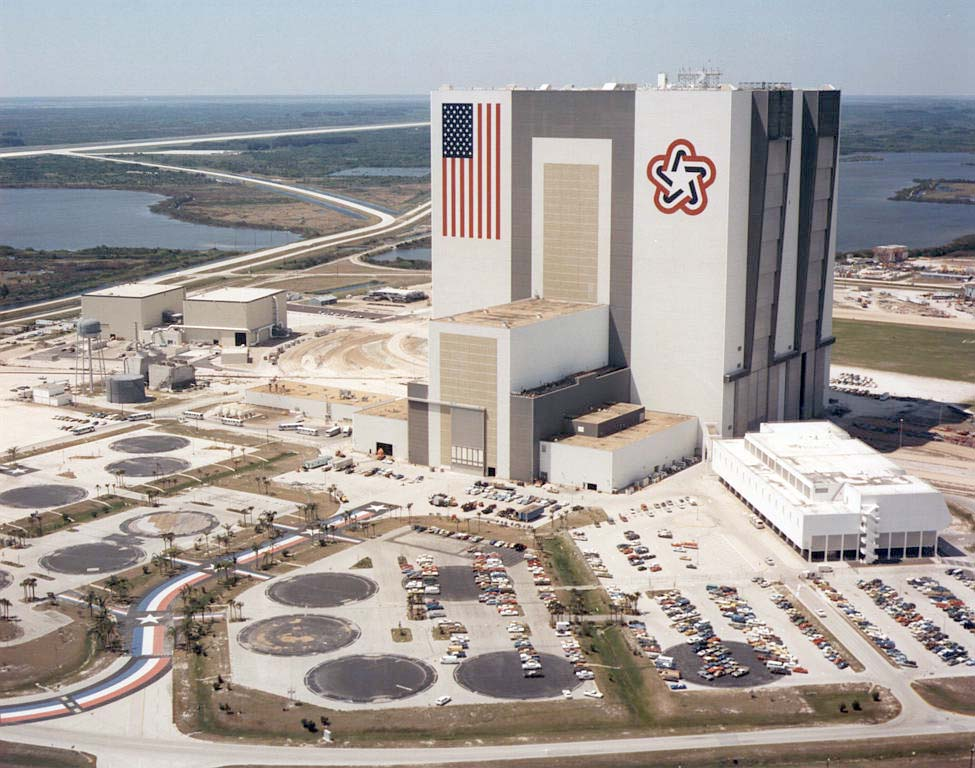
Здание вертикальной сборки в 1977 году. Справа от американского флага изображена Звезда Двухсотлетия

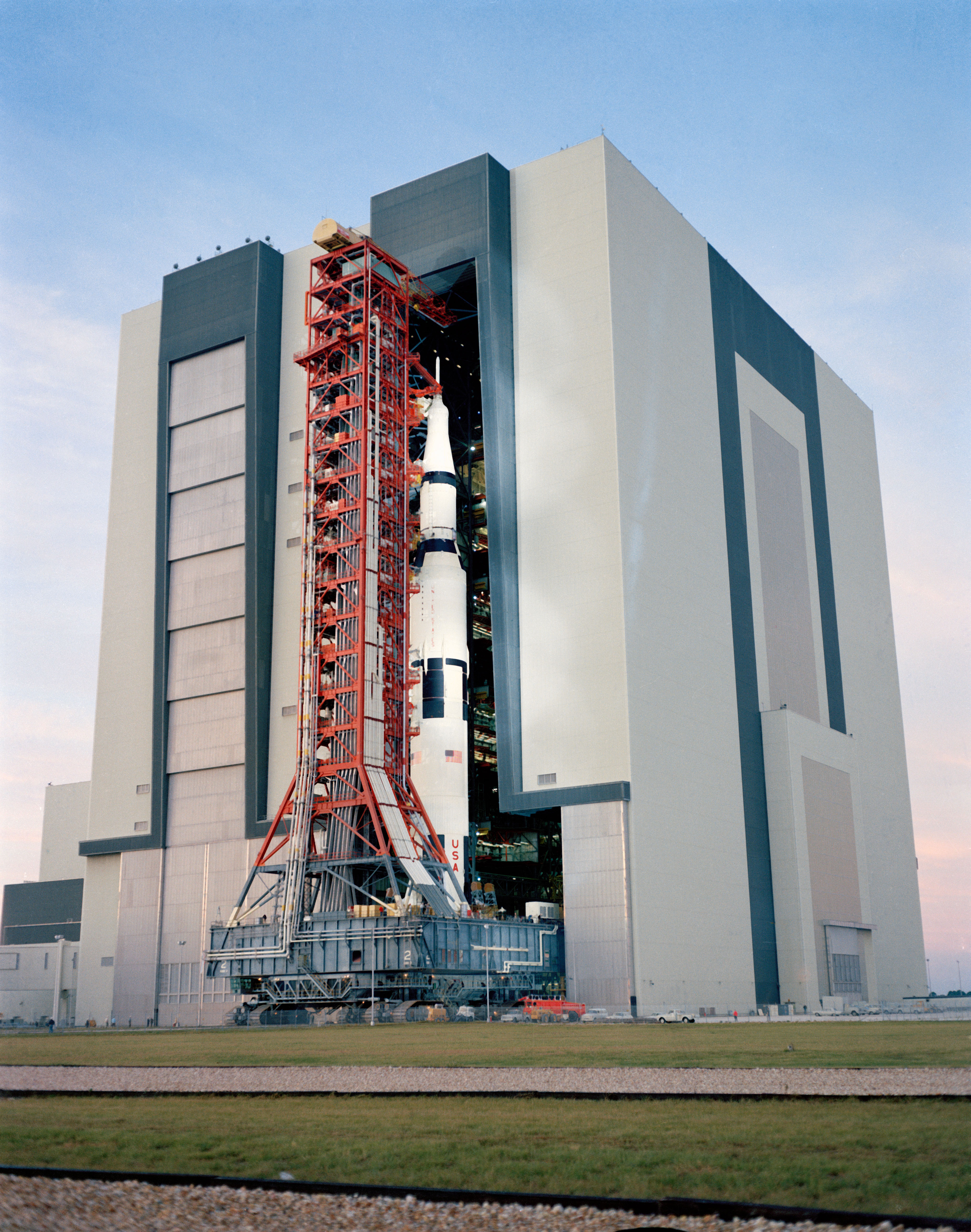
Вывоз Сатурн-5, миссия Аполлон-14. Высота ворот составляет 139 м, башни обслуживания — 120 м, ракеты — 110 м

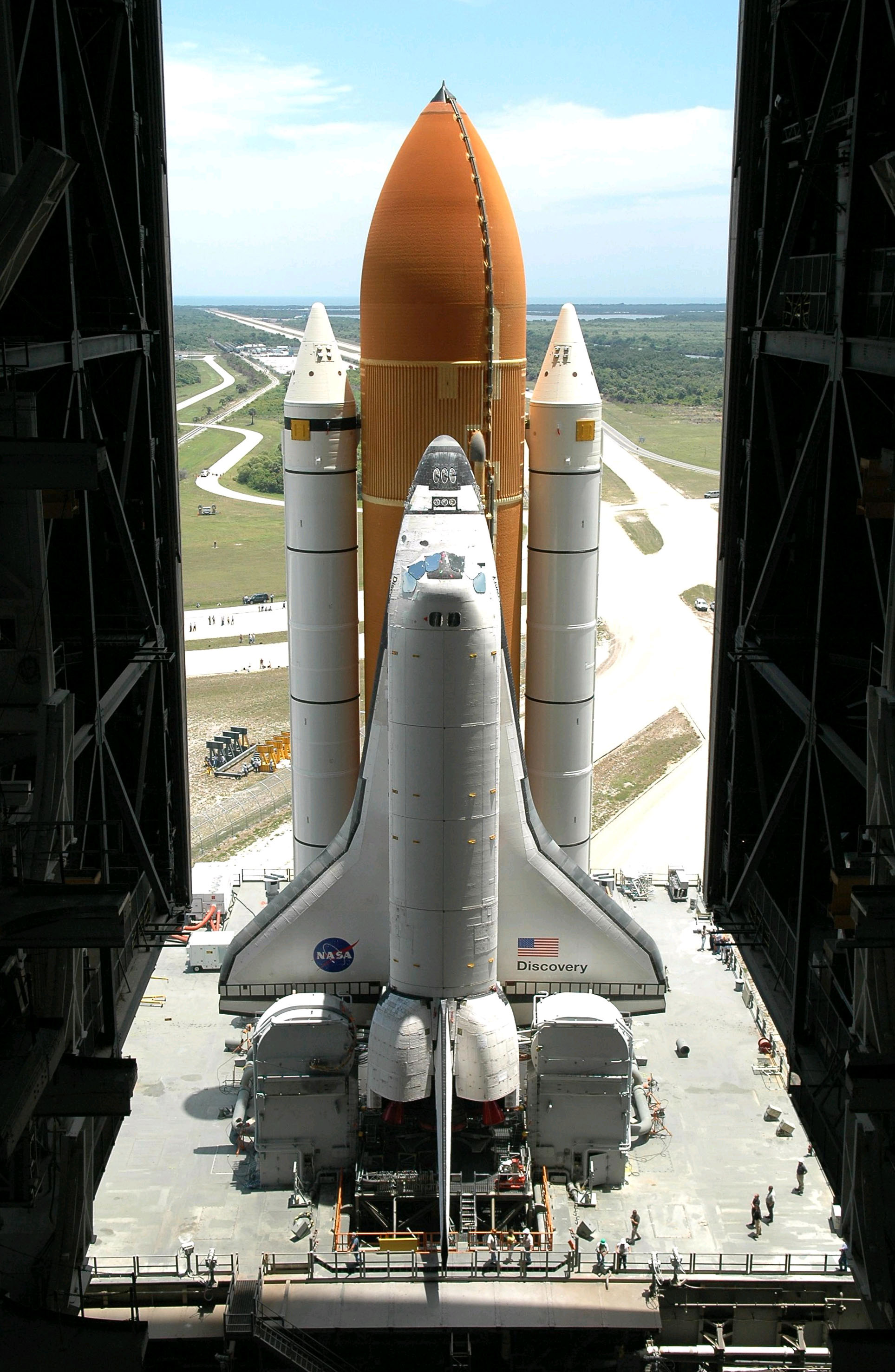
Вывоз «Дискавери» на мобильном стартовом столе с помощью гусеничного транспортёра

Вывоз Space Launch System с помощью гусеничного транспортёра

Здание вертикальной сборки (англ. Vehicle [изначально Vertical] Assembly Building) — сооружение, расположенное на мысе Канаверал (штат Флорида) в Космическом центре Кеннеди НАСА. Предназначено для окончательной сборки космических кораблей и ракет-носителей перед стартом со стартового комплекса LC-39.

## История
Необходимость строительства колоссального здания была вызвана огромным весом и габаритами ракеты «Сатурн-5» — её сложно перевести из горизонтального в вертикальное положение из-за возникающих неравномерных нагрузок, а также возросшей технической сложностью лунной ракеты, требовавшей более тщательной проверки ступеней перед сборкой. Для этих ракет, а после — для системы «Спейс Шаттл» использовалась следующая технология: испытание ступеней в горизонтальном положении в цеху, вертикальный монтаж ступеней и полезного груза на мобильном стартовом столе, затем транспортировка мобильного стартового стола с окончательно собранной, но не заправленной топливом ракетой к пусковой площадке.
Здание вертикальной сборки построено в 1963—1965 годах и служило сначала для сборки ракет-носителей «Сатурн-5» с кораблями «Аполлон», а позже — космических кораблей многоразового использования с центральным баком и боковыми ускорителями, которые запускались со стартового комплекса LC-39.
Вход в здание вертикальной сборки разрешён только специалистам НАСА и представителям правительства США.

## Параметры
При строительстве здания вертикальной сборки были израсходованы 89 421 т стальных конструкций и 49 696 м³ бетона. Фундамент опирается на 4225 стальных свай, забитых в коренную породу на глубину почти 50 м, на его строительство было истрачено 23 000 м³ бетона, что составляет свыше 46% всего объёма, ушедшего на строительство. Снаружи здание обшито алюминиевыми панелями. В 1976 году в рамках празднования 200-летия США на здании был нарисован флаг США вместе со Звездой Двухсотлетия, которая впоследствии была заменена эмблемой НАСА в 1998 году. Размеры флага составляют 63,7 м в длину и 33,5 м в ширину. Каждая из звёзд на флаге имеет размах между лучами 1,83 м, синее поле имеет размер стандартной баскетбольной площадки, а каждая из полос имеет ширину 2,74 м.
Высота здания составляет 160 метров, длина (с низким боковым крылом) — 218 метров, ширина — 158 метров, занимаемая площадь — 3,25 гектара. Общий объём здания — 3 664 883 м³, что позволяет ему занимать 6-е место в списке самых объёмных зданий мира. Кроме того, здание занимает 33-е место среди самых высоких зданий Флориды и является самым высоким зданием США вне городской черты. В нём имеются четыре огромные ниши, в которых смонтированы самые высокие в мире ворота, высотой 139 м, на открытие/закрытие которых уходит 45 минут. Конструкция ворот телескопическая, напоминает ворота-роллеты или жалюзи. В нижней части все ворота имеют расширение — это сделано для того, чтобы в здание мог въезжать гусеничный транспортёр с установленной мобильной пусковой платформой, на которой также может устанавливаться башня обслуживания. Общая высота траспортёра с установленной на него платформой с башней обслуживания может превышать 120 м; ракета «Сатурн-5» имеет высоту 110 м.
Внутри смонтированы пять мостовых кранов, из них два имеют грузоподъёмность 325 тонн и ещё 136 кранов различной грузоподъёмности.
В здании есть оборудование для кондиционирования воздуха, в том числе 125 вентиляторов на крыше, поддерживаемых четырьмя большими воздухообрабатывающими установками (четыре цилиндрические конструкции к западу от здания) с общей мощностью охлаждения 10 000 тонн, чтобы сохранить влажность под контролем. Воздух в здании можно полностью заменить каждый час.